# Gestaçô
Gestaçô ist eine Gemeinde im nordportugiesischen Kreis Baião (Distrikt Porto). Am 19. April 2021 zählte Gestaçô 1013 Einwohner. 
Gestaçô ist vor allem für die dort seit 1902 betriebene Handwerkskunst des „Stockbiegens“ bekannt. Die „Bengalas de Gestaçô“ erfreuen sich mittlerweile in ganz Portugal, vor allem in Studentenkreisen, wieder wachsender Beliebtheit. Im August 2007 eröffnete in Gestaçô mit dem „Casa das Bengalas“ ein eigenes Museum über die Kunst der gebogenen Stöcke.
Gestaçô ist der Geburtsort des kommunistischen Schriftstellers Soeiro Pereira Gomes (1909–1949).